# 니시모토 다카시
니시모토 다카시(일본어: 西本 聖, 1956년 6월 27일 ~ )는 일본의 전 프로야구 선수이자 야구 지도자, 야구 해설가·평론가이다.
드래프트 번외로 입단했으며 일본 프로 야구 통산 165승을 달성한 투수이다. 에가와 스구루와 함께 팀 내 에이스 투수로서 요미우리 자이언츠의 한 시대를 쌓아 올렸을 뿐만 아니라 요미우리를 퇴단한 이후에도 주니치 드래건스와 오릭스 블루웨이브에서 맹활약을 했다. 선수 생활 말년에는 요미우리에 복귀한 후 은퇴했다. 은퇴 후에는 야구 해설가와 평론가로 활동하다가 2003년에 한신 타이거스의 1군 투수 코치를 역임했다. 한신 타이거스 코치직을 사임한 후에는 다시 야구 평론가로 활동하다가 2010년에 지바 롯데 마린스의 코치로 부임하며 다시 현장에 복귀했다. 2013~2014년에는 오릭스 버펄로스 1군 투수 코치를 역임했으며 2015년에는 한화 이글스의 1군 투수 코치를 역임했다.
친형은 히로시마 도요 카프에서 투수 겸 내야수로 활약했던 니시모토 아키카즈, 니쇼노세키베야, 가타오나미베야에 소속하였던 전직 스모 선수 다마마쓰야마(본명:니시모토 다다오, 최고위는 산단메(三段目))이다.

## 선수 시절

### 요미우리 자이언츠 시절
에히메현 마쓰야마시 출신으로 1975년 에히메 현립 마쓰야마 상업고등학교를 졸업하고 나가시마 시게오 감독이 이끄는 요미우리 자이언츠에 드래프트 번외로 입단했다. 당시에 “요미우리 구단 측은 당초 니시모토를 내야수로서 생각하고 있었다”라는 내용의 언론 보도가 나오기도 했다.
타격투수로서의 등판에서도 전력투구를 하거나 전철을 탈 때에 발끝 서기를 해서 근력을 단련하는 등 야구에 대한 진지한 자세와 수많은 연습량으로 결실을 맺어 프로 2년차인 1976년에 패전 처리 투수로 활약해 1군에서의 첫 등판을 완수했다. 8점차로 지고 있는 8회말에 등판한 이 경기에서는 한신 타이거스의 상대 타자인 마이크 레인백으로부터 홈런을 허용해 그 후에도 안타를 허용하는 등 3실점을 기록했다. 같은 해의 1군 등판은 이 경기에만 그쳤지만 2군에서 활약할 당시에 최다승을 기록했다. 이듬해 3년차인 1977년에는 시즌 8승을 올리면서 1군에 주전 선수로 발탁되어 이후 에가와 스구루와 함께 요미우리의 에이스 투수로서 맹활약을 했다.
1980년부터 1985년까지 6년 연속 두 자릿수 승리를 기록했고, 특히 1981년에 시즌 18승을 올리면서 우수한 성적을 기록한 것 외에도 팀의 센트럴 리그 우승에 기여하는 등 시즌 종료 후 최고의 투수에게 주어지는 사와무라 에이지상을 수상했다. 그 해에는 에가와가 승수에서도 니시모토를 상회하는 등, 투수 부문 5관왕을 달성했지만 니시모토가 사와무라상 수상자로 선정됐는데 그 이유는 “개막 이후 팀 승리에 기여한 니시모토와 독주 태세에 들어간 이후의 성적을 남긴 에가와와의 차이가 평가된 것이다”라든가 “투구 폼이 사와무라 에이지를 닮아 있기 때문”이라고 밝혔다. 이에 대해 언론으로부터 미움을 받고 있었던 에가와가 표를 얻지 못하고 니시모토에게 표가 쏠린 것이 아닌가”라는 의문이 제기되었고, 팬들의 항의도 빗발쳤기 때문에 다음해부터 언론에 의한 투표에서 프로 야구 OB에 의한 투표로 변경되었다.
1981년 스프링 캠프에 참가하던 도중 부재중인 자신의 집에 부인이 가스 폭발 사고를 당해 중상을 입는 등 훈련을 마무리 짓지 못할 정도로 충격을 받아 일부에서는 “시즌 개막전의 선발 투수는 에가와일 것이다”라고 예상을 했다. 그러나 당시 후지타 모토시 감독은 니시모토가 역경에 강한 성격인 것을 간파하고 개막전 선발 투수로 지명했다. 그리고 개막전에서 승리 투수가 된 니시모토는 위닝볼을 가지고 병원에 가서 입원중이던 부인을 위로해 주었다.
1981년 일본 시리즈에서는 한 차례의 완봉승을 포함한 두 차례의 완투승을 거두어 일본 시리즈 MVP를 수상했는데 2차전에서는 일본 시리즈 사상 처음으로 매이닝 탈삼진의 진기록도 만들었다. 1983년 일본 시리즈에서 2차전과 5차전에서 완투 승리를 거두는 등 시리즈 감투상을 수상했다. 일본 시리즈에서의 성적은 우수할 정도로 연속 이닝 무실점 기록(29이닝)을 세우는 것 외에도 슈트를 무기로 내야 땅볼을 쌓아 올리는 식의 투구 플레이를 하면서 내야 땅볼 보살 개수 등 다수의 기록을 세우기도 했다.
1987년 4월 10일, 니시모토는 고라쿠엔 구장에서 열린 주니치 드래건스와의 개막전에서 선발 투수로 등판해 롯데 오리온스(현재의 지바 롯데 마린스)에서 이적해 온 주니치의 4번 타자 오치아이 히로미쓰와의 대결에서 니시모토는 오치아이에게 전 타석 모두 슈트를 던졌다. 그 결과 1개는 중견수 앞에 안타를 허용했지만 오치아이를 4타수 1안타로 봉쇄하고 니시모토 본인도 완봉 승리를 거두었다.
같은 해에 입단한 팀의 동기이자 드래프트 1위였던 사다오카 쇼지를 라이벌로 생각하고 있었지만 뒤에 에가와가 라이벌이 되었다. 후지타 감독은 양 선수를 겨루게 하는 것으로 생각해 좋은 성적으로 연결시켜 주었고 에가와와는 8년간 개막전 선발 투수를 놓고 경쟁을 했다. 그 후 미나가와 무쓰오 투수 코치와의 의견을 교환하는 과정에서 갈등을 일으키는 등 기대 이상의 성적을 남길 수 없었다. 구단 측은 니시모토와 미나가와 코치를 화해시키려는 움직임이 있어 시즌 종료 직후 서로 화해하라는 의미로 ‘화해 골프’를 시켰지만 언론에서는 이를 ‘어처구니없는 소동’(茶番劇)이라고 부르면서 두 사람의 삐걱거린 관계는 진짜로 화해했다고는 보기 어려울 정도였다.

### 주니치 드래건스·오릭스 블루웨이브 시대
1987년 시즌 종료 직후 니시모토의 라이벌인 에가와가 현역을 은퇴하면서 이듬해인 1988년에는 4승 3패의 성적으로 시즌을 마감했지만 1989년에 나카오 다카요시와의 트레이드로 가모가와 시게하루와 함께 주니치 드래건스에 이적했다.
주니치 이적 1년째인 1989년에 프로 데뷔 후 개인 최다 성적인 20승을 기록하여 그의 친정팀에서 같이 활약했던 요미우리의 사이토 마사키와 함께 다승왕 타이틀을 석권했다. 그러나 1991년에 추간판 탈출증 수술을 받았고 그 영향으로 인해 1992년 시즌에는 1승 11패라는 최악의 성적을 기록하면서 다시 자유 계약 선수가 되었다. 1993년에는 요미우리 시절의 팀 선배이자 도이 쇼조가 감독으로 있던 오릭스 블루웨이브에 이적해 선발 투수로 활약했다. 그러나 시즌 성적은 5승 5패에 그쳐 시즌 종료 후 계약 과정에서 난항을 겪는 등 결국 협상이 결렬되어 다시 자유 계약 선수가 되었다.

### 은퇴 경기
1994년에 신인 시절부터 몸담았던 다시 요미우리로 복귀했지만 당시 투수 코치였던 호리우치 쓰네오가 니시모토의 요미우리 복귀에 대해 거세게 반발하면서 그 영향 때문에 단 한 번도 1군에 등판하는 일이 없이 같은 해에 현역 생활을 은퇴했다. 당초에는 시즌 도중의 은퇴 경기도 검토되었지만 팀은 최종전까지 주니치와의 리그 우승을 놓고 맞대결하는 경기(일명 10월 8일 결전)때문에 보류되어 입단 이후의 라이벌이자 친구이기도 한 사다오카 쇼지의 기획으로 다마가와 그라운드에서 은퇴 경기를 실시했다.
사다오카는 자신의 동료들을 모아 팀을 결성해 니시모토와의 대전을 기획했고, 니시모토 팀에는 그를 스승처럼 연모하는 구와타 마스미, 야마모토 마사히로, 나카무라 다케시, 다쓰나미 가즈요시, 히라이 마사후미와 같은 소속한 구단에 있었던 선수들이 모였다. 경기에는 시구자로 나서기 위해서 참석했던 당시 요미우리 감독 나가시마가 최종회에 대타로 등장했고, 니시모토는 1975년의 입단 당시와 1994년에 친정팀으로 복귀할 당시 감독이었던 나가시마와 대결하고 20년에 걸친 프로 야구 선수 생활을 마감했다.

## 은퇴 후

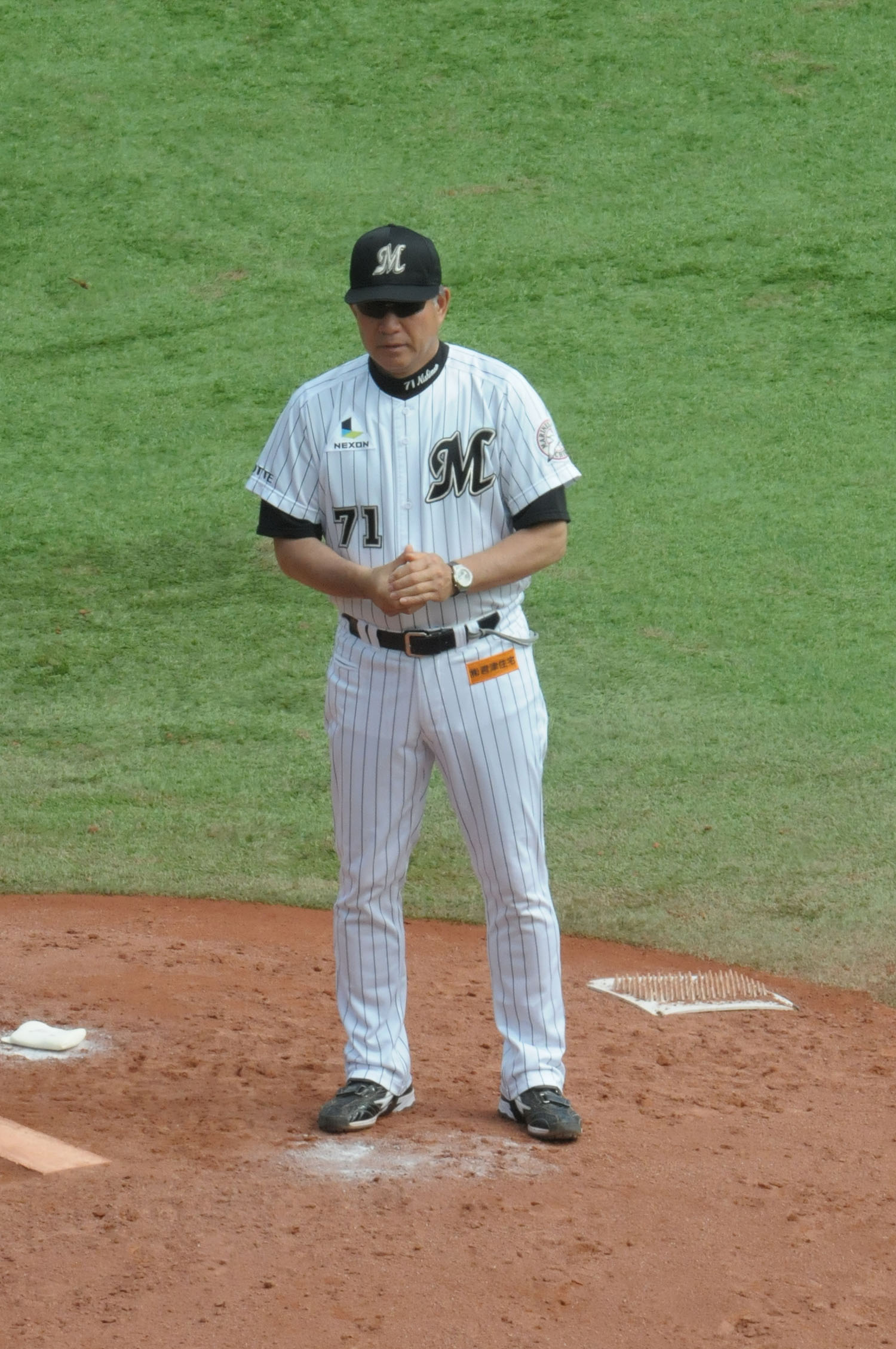
니시모토 다카시(2012년 7월 8일, QVC 마린필드)

현역에서 은퇴한 후 분카 방송과 닛칸 스포츠의 야구 해설위원(1995년~2002년 및 2004년~2009년)을 역임했고, 2003년에는 한신 타이거스에서 1년간 투수 코치를 맡으며 지도자 생활을 했다. 팀이 센트럴 리그 우승을 달성한 직후 호시노 센이치가 감독직에서 사임함과 동시에 자신도 코치직에서 물러났다.
2010년에는 지바 롯데 마린스의 1군 투수 코치 겸 배터리 수석 코치로 부임했고 같은 해 12월 7일에는 일본 야구 명예의 전당 후보자 명부에 올랐다. 이듬해 2011년에는 젊은 선수들의 육성을 위해 지바 롯데의 2군 투수 코치로 보직을 옮겼고 2012년부터는 다시 1군 투수 코치로 발탁되었지만 같은 해 10월 15일 니시무라 노리후미 감독이 성적 부진에 대한 책임을 지고 사임하면서 코치진 개편에 따라 지바 롯데를 퇴단했다.
2013년에는 오릭스 버펄로스의 1군 투수 겸 배터리 코치로 부임해서 활동했다. 이후 2015년에는 김성근 감독의 부름을 받고 KBO 리그인 한화 이글스의 1군 투수 코치로 부임해 1년간 활동하였다. 2016년부터는 다시 분카 방송과 닛칸 스포츠의 야구 해설위원으로 활동하고 있다.

## 선수로서의 특징
- 니시모토가 요미우리에 입단했을 당시 감독이었던 나가시마 시게오는 니시모토의 슈트(스크루볼)을 처음 봤을 때, "이 슈트는 천하일품의 슈트다. 이것만으로 이길 수 있어"라고 절찬했다.
- 니시모토의 슈트는 구속보다 변화와 날카로움을 중시해서, '카민리 슈트'라고 불렸던 히라마츠 마사지의 슈트와는 대조적이다.
- 컨디션이 좋을 때의 슈트는 아웃코스에서 인코스에 닿을락말락하게 휘어지기 때문에 타자의 큰 위협이 된다. 예를 들면 구리야마 히데키는 그런 슈트는 오른쪽 타석에서 칠 수 없다고 생각해서 스위치히터로 전향했다.
- 프로 통산 11개의 홈런을 기록했을 정도로 타격 실력도 뛰어난 투수였다.

## 에피소드
- 라이벌 에가와 스구루와는 견원지간이라고 말해진 적도 있었지만 실제로 이들 두 명은 사이가 좋다고 한다. 오프 시즌에는 ‘이토회’(伊東会)의 멤버로서 같이 골프를 치러 나가기도 했고, 현역 은퇴 후에는 함께 텔레비전 프로그램에 출연하기도 했다.
- 2003년 요미우리 자이언츠의 라이벌 구단인 한신 타이거스의 투수 코치로 부임했을 당시 양 구단 팬들의 심리를 “요미우리 팬들에게 있어서 요미우리는 취미의 하나이며, 한신 팬들에게 있어서 한신은 생활의 일부”라고 표현했다.

## 상세 정보

### 출신 학교
- 에히메 현립 마쓰야마 상업고등학교

### 선수 경력
- 요미우리 자이언츠(1975년 ~ 1988년, 1994년)
- 주니치 드래건스(1989년 ~ 1992년)
- 오릭스 블루웨이브(1993년)

### 지도자·기타 경력
- 분카 방송·닛칸 스포츠 야구 해설위원·평론가(1995년 ~ 2002년, 2004년 ~ 2009년, 2016년 ~ )
- 한신 타이거스 투수 코치(2003년)
- 지바 롯데 마린스 1군 투수 코치 겸 배터리 수석 코치(2010년, 2012년)
- 지바 롯데 마린스 2군 투수 코치(2011년)
- 오릭스 버펄로스 1군 투수 겸 배터리 코치(2013년 ~ 2014년)
- 한화 이글스 1군 투수 코치 (2015년)

### 수상·타이틀 경력

#### 타이틀
- 다승왕: 1회(1989년)
- 최고 승률(당시에는 공식 타이틀이 아님)[4]: 1회(1989년) ※센트럴 리그에서는 1972년까지 타이틀로 제정됨.

#### 수상
- 사와무라 에이지상: 1회(1981년)
- 골든 글러브상: 8회(1979년 ~ 1985년, 1989년)
- 일본 시리즈 MVP: 1회(1981년)
- 일본 시리즈 감투상: 1회(1983년)
- 월간 MVP: 2회(1989년 7월, 1989년 9월)
- 최우수 JCB·MEP상: 1회(1989년)
- 컴백상(1989년)

### 개인 기록

#### 투수 기록
- 첫 등판: 1976년 4월 15일, 대 한신 타이거스 2차전(한신 고시엔 구장), 8회말에 6번째 투수로서 구원 등판·마무리, 1이닝 3실점
- 첫 선발: 1977년 4월 17일, 대 야쿠르트 스왈로스 3차전(고라쿠엔 구장), 4와 1/3이닝 3실점(2자책점)
- 첫 탈삼진: 상동(上同), 2회초에 미즈타니 신타로로부터
- 첫 승리: 1977년 6월 13일, 대 다이요 웨일스 14차전(가와사키 구장), 6회말 1사에 2번째 투수로서 구원 등판, 2와 2/3이닝 무실점
- 첫 세이브: 1977년 6월 28일, 대 한신 타이거스 15차전(고라쿠엔 구장), 8회초 1사에 3번째 투수로서 구원 등판·마무리, 1과 2/3이닝 무실점
- 첫 선발 승리·첫 완투 승리: 1977년 9월 27일, 대 히로시마 도요 카프 24차전(고라쿠엔 구장), 9이닝 3실점
- 첫 완봉 승리: 1977년 10월 9일, 대 다이요 웨일스 26차전(고라쿠엔 구장)

#### 타격 기록
- 첫 타석·첫 안타: 1977년 4월 17일, 대 야쿠르트 스왈로스 3차전(고라쿠엔 구장) 3회말 아이다 테루오로부터 2루타
- 첫 홈런: 1977년 8월 29일, 대 야쿠르트 스왈로스 21차전(메이지 진구 야구장) 8회 초 야스다 타케시로부터 2점 홈런

#### 기록 달성 경력
- 통산 1000투구 이닝: 1982년 6월 22일, 대 야쿠르트 스왈로스 12차전(고라쿠엔 구장), 1회초 1사에 기록
- 통산 1500투구 이닝: 1984년 7월 4일, 대 야쿠르트 스왈로스 13차전(메이지 진구 야구장), 4회말 1사에 기록
- 통산 100승: 1985년 6월 27일, 대 야쿠르트 스왈로스 14차전(고라쿠엔 구장), 9이닝 1실점 완투승 ※역대 90번째
- 통산 1000탈삼진: 1989년 4월 26일, 대 한신 타이거스 3차전(나고야 구장), 9회초에 도마리 가쓰노리로부터 ※역대 78번째
- 통산 150승: 1990년 6월 6일, 대 한신 타이거스 10차전(나고야 구장), 선발 등판으로 7과 2/3이닝 3실점 ※역대 38번째
- 통산 2000투구 이닝: 1987년 9월 24일, 대 주니치 드래건스 23차전(고라쿠엔 구장), 3회초 2사에 기록
- 통산 2500투구 이닝: 1991년 4월 7일, 대 요미우리 자이언츠 2차전(도쿄 돔), 4회말 2사에 기록 ※역대 37번째
- 통산 500경기 등판: 1993년 8월 27일, 대 긴테쓰 버펄로스 16차전(그린 스타디움 고베), 선발 등판으로 4와 2/3이닝 5실점에서 패전 투수 ※역대 67번째

#### 기타
- 올스타전 출장: 8회(1980년 ~ 1984년, 1986년, 1989년, 1990년)

### 등번호
- 58(1975년 ~ 1976년)
- 26(1977년 ~ 1988년)
- 25(1989년)
- 24(1990년 ~ 1992년)
- 52(1993년)
- 90(1994년)
- 71(2003년, 2010년, 2012년)
- 81(2011년)
- 72(2013년 ~ 2014년)
- 87(2015년 ~ )

### 연도별 투수 성적
| 연 도      | 소 속      | 등 판 | 선 발 | 완 투 | 완 봉 | 무 4 구 | 승 리 | 패 전 | 세 이 브 | 홀 드 | 승 률 | 타 자 | 이 닝  | 피 안 타 | 피 홈 런 | 볼 넷 | 고 4 | 몸 맞 | 탈 삼 진 | 폭 투 | 보 크 | 실 점 | 자 책 점 | 평 자 책 | W H I P |
| ---------- | ---------- | ----- | ----- | ----- | ----- | ------- | ----- | ----- | -------- | ----- | ----- | ----- | ------ | -------- | -------- | ----- | ---- | ----- | -------- | ----- | ----- | ----- | -------- | -------- | ------- |
| 1976년     | 요미우리   | 1     | 0     | 0     | 0     | 0       | 0     | 0     | 0        | --    | ----  | 6     | 1.0    | 3        | 1        | 1     | 0    | 0     | 0        | 0     | 0     | 3     | 3        | 27.00    | 4.00    |
| 1977년     | 요미우리   | 47    | 7     | 2     | 1     | 0       | 8     | 5     | 4        | --    | .615  | 486   | 118.0  | 115      | 10       | 31    | 5    | 5     | 54       | 1     | 0     | 44    | 35       | 2.67     | 1.24    |
| 1978년     | 요미우리   | 56    | 12    | 2     | 0     | 0       | 4     | 3     | 2        | --    | .571  | 553   | 129.1  | 136      | 9        | 42    | 10   | 2     | 64       | 8     | 0     | 58    | 54       | 3.76     | 1.38    |
| 1979년     | 요미우리   | 44    | 17    | 5     | 1     | 2       | 8     | 4     | 6        | --    | .667  | 631   | 153.0  | 143      | 13       | 38    | 5    | 6     | 85       | 4     | 0     | 54    | 47       | 2.76     | 1.18    |
| 1980년     | 요미우리   | 36    | 30    | 15    | 2     | 2       | 14    | 14    | 2        | --    | .500  | 906   | 222.0  | 223      | 20       | 40    | 6    | 2     | 118      | 0     | 1     | 74    | 64       | 2.59     | 1.18    |
| 1981년     | 요미우리   | 34    | 34    | 14    | 3     | 3       | 18    | 12    | 0        | --    | .600  | 1020  | 257.2  | 232      | 23       | 55    | 7    | 3     | 126      | 0     | 0     | 84    | 74       | 2.58     | 1.11    |
| 1982년     | 요미우리   | 37    | 33    | 14    | 0     | 0       | 15    | 10    | 1        | --    | .600  | 1093  | 262.0  | 252      | 22       | 64    | 7    | 6     | 124      | 0     | 1     | 93    | 75       | 2.58     | 1.21    |
| 1983년     | 요미우리   | 32    | 32    | 13    | 2     | 5       | 15    | 10    | 0        | --    | .600  | 1013  | 239.1  | 265      | 29       | 45    | 7    | 4     | 122      | 0     | 0     | 116   | 102      | 3.84     | 1.30    |
| 1984년     | 요미우리   | 31    | 28    | 17    | 2     | 3       | 15    | 11    | 0        | --    | .577  | 923   | 224.2  | 218      | 24       | 55    | 10   | 2     | 91       | 0     | 0     | 91    | 78       | 3.12     | 1.22    |
| 1985년     | 요미우리   | 33    | 26    | 8     | 2     | 1       | 10    | 8     | 2        | --    | .556  | 717   | 169.2  | 184      | 26       | 44    | 6    | 1     | 66       | 0     | 1     | 91    | 76       | 4.03     | 1.34    |
| 1986년     | 요미우리   | 22    | 20    | 3     | 1     | 2       | 7     | 8     | 0        | --    | .467  | 445   | 104.0  | 114      | 9        | 24    | 5    | 2     | 33       | 1     | 0     | 50    | 45       | 3.89     | 1.33    |
| 1987년     | 요미우리   | 26    | 20    | 3     | 2     | 0       | 8     | 8     | 0        | --    | .500  | 544   | 130.0  | 131      | 19       | 22    | 2    | 7     | 67       | 1     | 0     | 64    | 53       | 3.67     | 1.18    |
| 1988년     | 요미우리   | 15    | 9     | 1     | 0     | 0       | 4     | 3     | 0        | --    | .571  | 261   | 64.2   | 60       | 3        | 12    | 0    | 2     | 35       | 0     | 0     | 30    | 28       | 3.90     | 1.11    |
| 1989년     | 주니치     | 30    | 30    | 15    | 5     | 2       | 20    | 6     | 0        | --    | .769  | 979   | 246.2  | 231      | 22       | 39    | 11   | 12    | 96       | 1     | 0     | 73    | 67       | 2.44     | 1.09    |
| 1990년     | 주니치     | 25    | 25    | 6     | 2     | 2       | 11    | 9     | 0        | --    | .550  | 726   | 174.1  | 193      | 12       | 22    | 3    | 6     | 71       | 2     | 0     | 80    | 63       | 3.25     | 1.23    |
| 1991년     | 주니치     | 6     | 6     | 1     | 0     | 0       | 2     | 1     | 0        | --    | .667  | 157   | 39.2   | 37       | 2        | 8     | 0    | 0     | 23       | 1     | 0     | 16    | 14       | 3.18     | 1.13    |
| 1992년     | 주니치     | 16    | 14    | 2     | 0     | 0       | 1     | 11    | 0        | --    | .083  | 336   | 75.2   | 104      | 15       | 13    | 2    | 2     | 25       | 0     | 1     | 45    | 41       | 4.88     | 1.55    |
| 1993년     | 오릭스     | 13    | 12    | 1     | 0     | 0       | 5     | 5     | 0        | --    | .500  | 284   | 65.1   | 83       | 2        | 14    | 1    | 2     | 39       | 0     | 1     | 39    | 32       | 4.41     | 1.48    |
| 통산: 18년 | 통산: 18년 | 504   | 355   | 122   | 23    | 22      | 165   | 128   | 17       | --    | .563  | 11080 | 2677.0 | 2724     | 261      | 569   | 87   | 64    | 1239     | 19    | 5     | 1105  | 951      | 3.20     | 1.23    |

- 굵은 글씨는 시즌 최고 성적.
- 1975년, 1994년은 1군 출장 없음.